# Michaił Cariow
Michaił Iwanowicz Cariow (ros. Михаил Иванович Царёв, ur. 18 listopada?/1 grudnia 1903 w Twerze, zm. 4 listopada 1987 w Moskwie) – radziecki aktor teatralny i filmowy.

## Życiorys
Od 1908 mieszkał z rodziną w Rewlu (Tallinie), gdzie uczył się w gimnazjum, w 1917 został ewakuowany z rodzicami do Carskiego Sioła, 1919-1921 uczył się w szkole dramatycznej w Piotrogrodzie. Od 1920 występował w teatrze, m.in. w teatrach w Machaczkale, Kazaniu i Symferopolu, a od 1931 w Leningradzie, m.in. w Wielkim Teatrze Dramatycznym. W 1937 związał się z Małym Teatrem w Moskwie, w którym był wiodącym aktorem i którego w latach 1950-1967 i ponownie 1970-1985 był dyrektorem, a od 1985 kierownikiem artystycznym, jednocześnie od 1941 wykładał w szkole teatralnej im. Szczepkina, od 1962 jako profesor. Zagrał m.in. rolę Armanda Duvala w Damie kameliowej Dumasa syna, tytułowe role w Makbecie i Królu Learze Szekspira oraz w Iwanowie Czechowa. Od 1949 należał do WKP(b), od 1964 przewodniczył Wszechrosyjskiemu Towarzystwu Teatralnemu, w 1959 został prezesem radzieckiego Centrum Narodowego Międzynarodowego Instytutu Teatru. Pochowany na Cmentarzu Wagańkowskim w Moskwie.

## Odznaczenia i nagrody
- Złoty Medal „Sierp i Młot” Bohatera Pracy Socjalistycznej (30 listopada 1973)
- Order Lenina (trzykrotnie)
- Order Rewolucji Październikowej (30 listopada 1983)
- Order Czerwonego Sztandaru Pracy (dwukrotnie - 26 października 1949 i 30 grudnia 1953)
- Nagroda Stalinowska (1947)
- Nagroda Państwowa ZSRR (1969)

I medale.